# St.-Valentin-Kirche (St. Valentin auf der Haide)

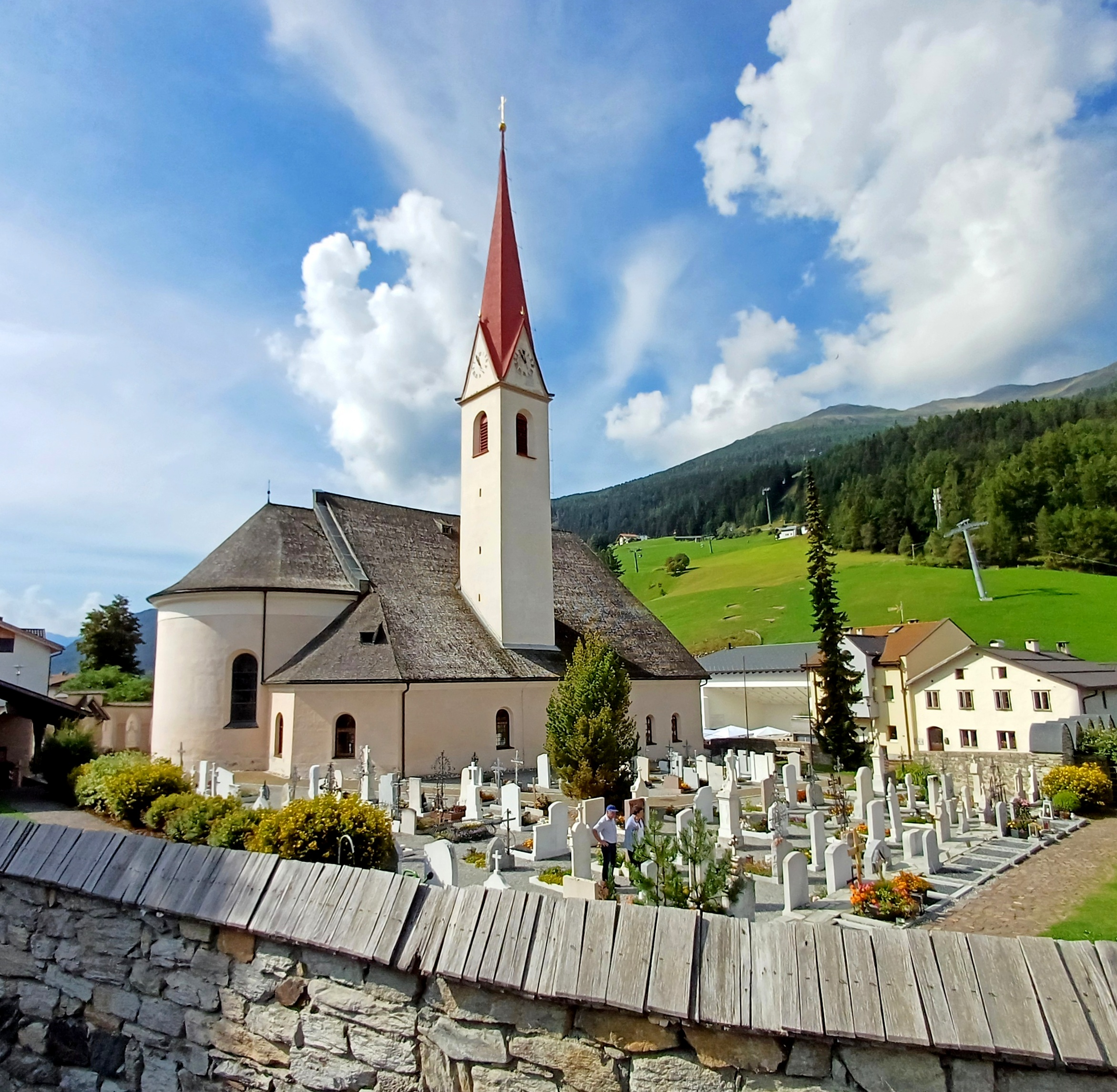
St. Valentin mit Friedhof

St. Valentin ist eine römisch-katholische Pfarrkirche in der Fraktion St. Valentin auf der Haide in der Gemeinde Graun im Vinschgau in Südtirol/Italien. Die Pfarrei steht unter dem Patrozinium des Valentin von Rätien, eines der ersten Bischöfe von Passau. Zusammen mit den Pfarreien in Graun, Reschen am See und Langtaufers gehörte St. Valentin bis 1816 zum Bistum Chur und wurde anschließend mit den genannten Pfarren der Diözese Brixen angegliedert, mit denen sie seit 2012 eine gemeinsame Seelsorgeeinheit bildet.
Das neue Kirchengebäude aus dem Jahr 1832 wurde anstelle einer ersten Kapelle aus dem Jahr 1140 im neobarocken Stil errichtet und 1982 zusammen mit dem umliegenden historischen Friedhof unter Denkmalschutz gestellt.

## Geschichte
Vor dem Jahr 1140 veranlasste der einflussreiche Bürger Ulrich Primele aus dem Ort Burgeis in der Nachbargemeinde Mals den Bau eines Hospizes als Beherbergungs- und Versorgungsstelle für Pilger und Reisende auf dem südlichen Ausläufer des Reschenpasses über die dort verlaufende Nord-Süd-Verbindung Via Claudia Augusta, die bereits seit römischen Zeiten bestand. Dazu gehörte auch die Errichtung einer ersten Kapelle, die am 16. Oktober 1140 geweiht und unter das Patrozinium des Bischofs Valentin von Rätien gestellt worden war. Diese Namensgebung wurde zugleich auch der Name des sich allmählich um das Hospiz herum entwickelnden Ortes St. Valentin auf der Haide, der später der Gemeinde Graun angegliedert wurde und sich gemäß der früheren alten Schreibweise nach wie vor mit „ai“ statt mit „ei“ schreibt.
Mit der Einrichtung einer Hospizanlage mit angeschlossener Kapelle wurde St. Valentin in jener Zeit das religiöse Zentrum der Passhöhe, denn das erste Gotteshaus in der Gemeinde Graun, die dortige alte Pfarrkirche St. Katharina, wurde erst 1357 erbaut. Dennoch wurde St. Valentin weiterhin lediglich als Kapelle bezeichnet, zuletzt nachweislich im Jahr 1603. Weil die Kapelle relativ tief in die Erde hineingebaut worden war, stellten sich nun auch mangels einer Wärmequelle zunehmend Schäden durch Feuchtigkeit und Nässe ein. Trotzdem erhielt St. Valentin im Jahr 1771 noch einen Anbau für das Presbyterium, aber nur 54 Jahre später musste sie 1825 endgültig wegen Baufälligkeit mit Ausnahme des Turms abgerissen werden.
Auf Initiative des von 1820 bis 1838 amtierenden Pfarrers Christian A. Renner wurde schließlich nach Plänen des kaiserlich-königlichen Hofbauamtes in Wien unter Einbeziehung des belassenen Turmes eine neue Kirche erbaut und am 4. Oktober 1832 geweiht. Um zukünftigen Wasserschäden vorzubeugen wurde sie auf einem höher gelegenen Fundament errichtet. Der alte Glockenturm mit seinem markanten vierseitigen Spitzhelm war aus Geldmangel bestehen geblieben und wurde lediglich geringfügig erhöht. Ebenfalls konnten unter anderem aus der Vorgängerkirche mehrere Stationsbilder des Kreuzweges für den Neubau gerettet werden.
St. Valentin war zwischenzeitlich zur Pfarrkirche für den stark gewachsenen gleichnamigen Ort erhoben worden und damit auch zuständig für sechs Kapellen: die Mariahilfkapelle (1777), die Dreifaltigkeitskapelle (1812) und die Lourdeskapelle (1891), alle im Hauptort St. Valentin, sowie die Josefskapelle (1705) im Weiler Monteplair, die Antoniuskapelle (1731) im Weiler Padöll und die Florianskapelle (1825) im Weiler Kaschon. Ende des 19. Jahrhunderts erhielt St. Valentin noch eine außen angebaute und von innen zugängige Gruftkapelle. Schließlich wurden 1982 die Kirche und der historische Gemeindefriedhof, der sich unmittelbar halbseitig an das Kirchenareal anschließt, unter Denkmalschutz gestellt.
Im Sommer 2012 wurde der Kirchturm von St. Valentin grundlegend renoviert und im Herbst 2021 der gesamte Innenraum der Pfarrkirche samt Ausstattung gereinigt sowie die Wände neu gestrichen und die kunstvollen Deckengemälde restauriert.

## Bau-Charakteristik

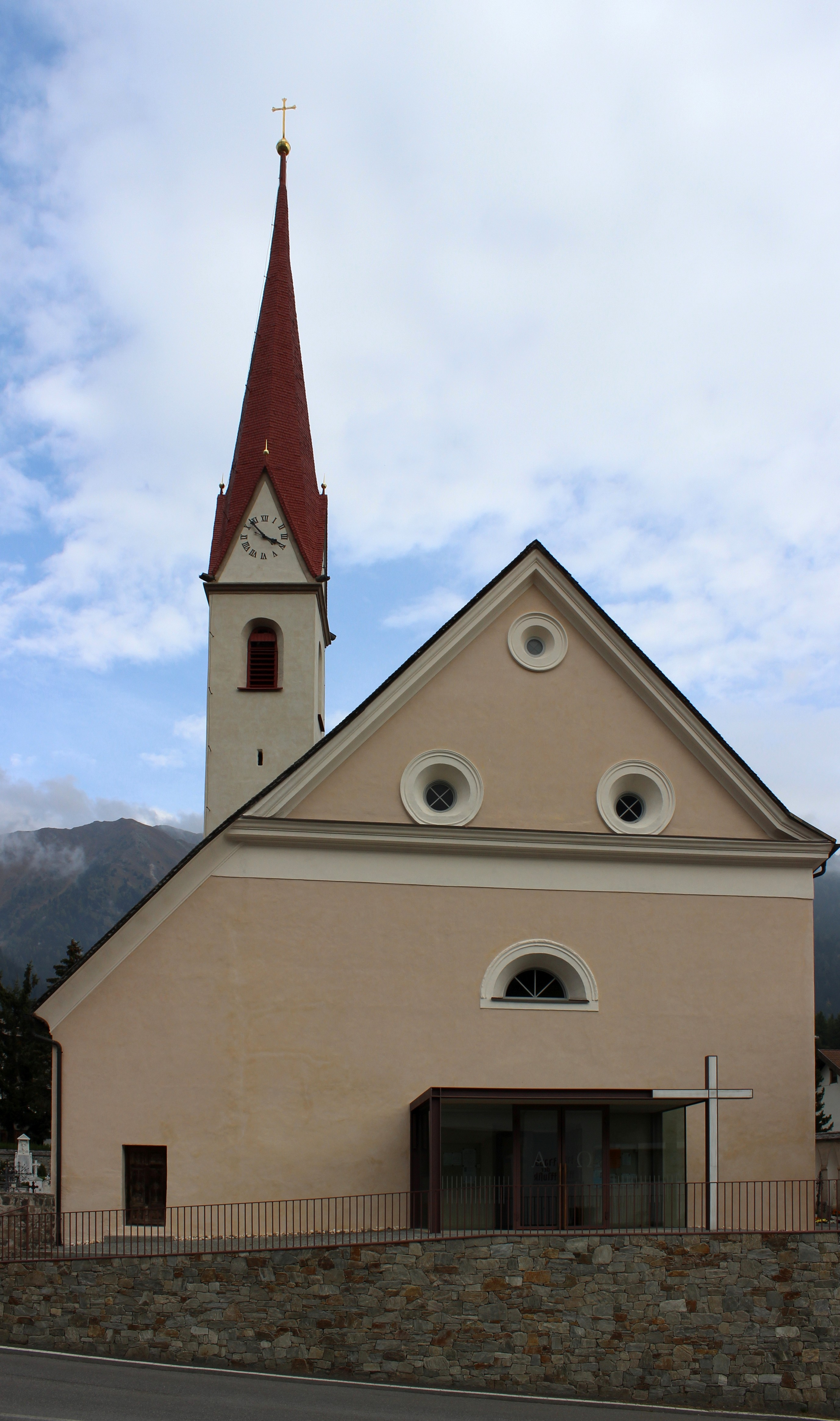
Asymmetrische Frontseite

Bei dem Kirchengebäude handelt es sich um eine typische Saalkirche mit traditioneller Ausrichtung nach Osten. Die linke – nördliche – Kirchenseite wurde um einige Meter verlängert, um den vorhandenen Kirchturm dort mittig zu integrieren. Dadurch zeigt sich das Gebäude von vorne auf seiner Giebelfassade asymmetrisch. Das mit einem Satteldach bedeckte Kirchenschiff geht über in einen kurzen Chor, der übergangslos in eine kleinere rundabschließende Apsis übergeht. Im nordöstlichen Winkel zwischen dieser kürzeren Apsis und dem Ende des linken Kirchenschiffs wurde außen die Gruftkapelle mit zwei Rundbogenfenstern, Walmdach und Tonnengewölbe im Inneren angebaut.
Mehrere kleine, in der Apsis größere Rundbogenfenster ohne Randeinfassungen und mit Sohlbänken aus schwarzen Natursteinen ausgestattet sorgen für ausreichenden Tageslichteinfall. Der Haupteingang ist modern gestaltet und besteht aus einem gläsernen Vorbau, der zur rechten Seite in ein weißes Kreuz übergeht. Über dem Eingang ist ein kleines halbrundes Fenster eingelassen, über dem sich mit einem markanten Gesimsband abgetrennt der Dreiecksgiebel erhebt, der mit drei kleinen Rundfenstern ausgestattet ist.
Der alte Kirchturm ragt quadratisch schlank aus dem linken Teil des Kirchenschiffs heraus, was durch seinen Spitzhelm optisch noch verstärkt und an allen vier Seiten mit spitzen Dachgiebeln über ein rundum laufendes Dachgesims betont wird. Auf allen vier Seiten sind in den Dreiecksgiebeln Kirchturmuhren eingelassen und unter dem Dachgesims eine Rundbogenöffnung als Schallfenster für das Glockengeläut. Die Turmspitze ziert ein vergoldetes Kreuz auf einer symbolischen und ebenfalls vergoldeten Weltkugel, die beide bei einer früheren Renovierung im Jahr 1891 dort aufgesetzt worden waren. Bei der Renovierung des Turmes im September und Oktober 2012 wurden im Inneren der Helmkugel Reste einer Zeitung sowie eines röhrenförmigen Blechbehälters gefunden. In diesem steckte die von Pfarrer Ignaz Prieth, gebürtig aus Graun und von 1885 bis 1901 dortiger Seelsorger, sowie vom damaligen Vorsteher der Gemeinde Peter Sprenger unterzeichnete Urkunde vom 16. September 1891 über die Erhöhung und Renovierung des Kirchturms. Dazu fanden sich darin Angaben über die Finanzierung der Renovierung, die durchzuführenden Arbeiten und deren Kosten sowie die ausführenden Handwerksbetriebe. Darüber hinaus enthielt die Urkunde interessante Aussagen über die damalige Wirtschaftslage in der Gemeinde, das Landwirtschaftsjahr, die Viehpreise, die Einweihungsfeier der Lourdeskapelle und viele ortsgeschichtliche Details mehr.

## Innenausstattung

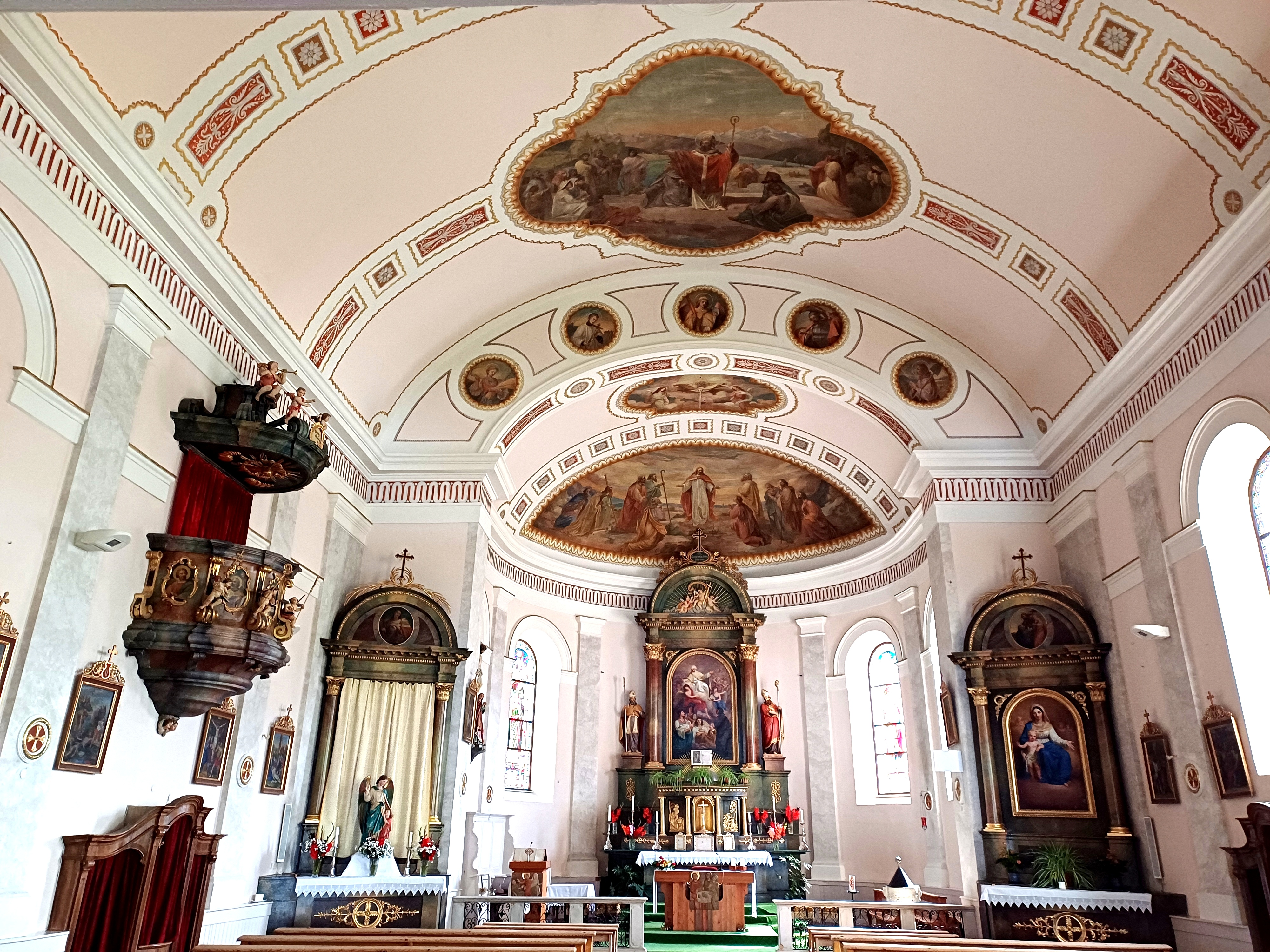
Innenraum

Im Inneren macht die Kirche einen hellen, übersichtlichen und sehr kunstvoll gestalteten Eindruck, wobei die im neobarocken Stil angefertigte Kirchenausstattung nicht erdrückend wirkt und das hohe Tonnengewölbe, das sich durch ein rundum verlaufendes kräftiges und verziertes Gesimsband vom Innenraum abgrenzt, zusätzlich für ein erweitertes Raumgefühl sorgt. Das Kirchenschiff ist vierachsig gegliedert, wobei die Trennlinien zwischen den Achsen durch Pilaster aus hellem Marmor betont werden und mittels Gemäldestrukturen über das Tonnengewölbe miteinander verbunden sind. Der Übergang vom Kirchenschiff zum schmäleren und niedrigeren Chor mit der sich anschließenden Apsis ist als Rundbogendurchgang angelegt.
Der Altarraum wird beherrscht von einem über die gesamte Höhe gehenden, mehrfach gestuften Hochaltar mit großem Altarbild, zwei seitlich aufgestellten Bischoffiguren und dem reich verzierten Tabernakel am Fuße. Jeweils ein schlichterer Seitenaltar an den beiden Mauervorsprüngen vom Kirchenschiff zum Chor sowie eine halbrunde und mit massiven Schalldeckel versehene sowie mit Heiligenbildern und Putti verzierte Kanzel, deren Zugang im verlängerten linken Seitentrakt außerhalb des Kirchenschiffes liegt, und ein darunter aufgestellter Beichtstuhl sind weitere bedeutende Objekte der Ausstattung. Längs der Seitenwände sind kleinere Bilder in schmucken Rahmen für die einzelnen Stationen des Kreuzwegs angebracht, die größtenteils als der Vorgängerkirche stammen.
Besondere Aufmerksamkeit bewirken die kunstvollen Deckengemälde sowohl in der Apsis als auch im Kirchenschiff, die mit Bibelmotiven und Einzelporträts von verschiedenen Heiligen ausgestaltet sind. Ein weiteres kostbares Gemälde. Linksseitig aufgehängt auf Höhe der Turmachse, zeigt eine Darstellung der Mondsichelmadonna. Ein Gemälde mit der Darstellung der Pietà, das zuvor im linken Seitenaltar von St. Valentin eingelassen war, wurde zwischenzeitlich der Dreifaltigkeitskapelle an den Fischerhäusern in St. Valentin übergeben und in dem dortigen Hochaltar integriert.

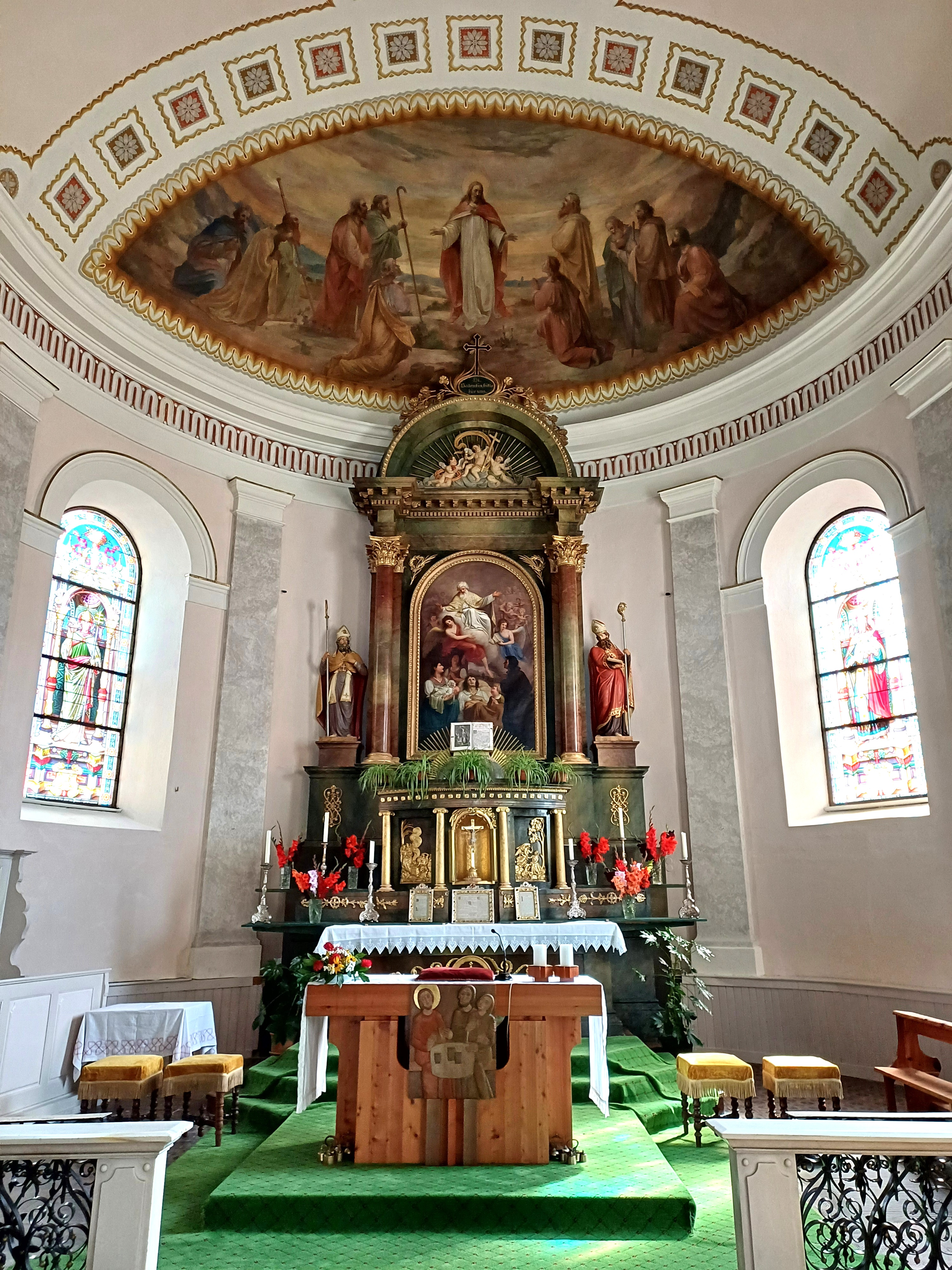
Hochaltar
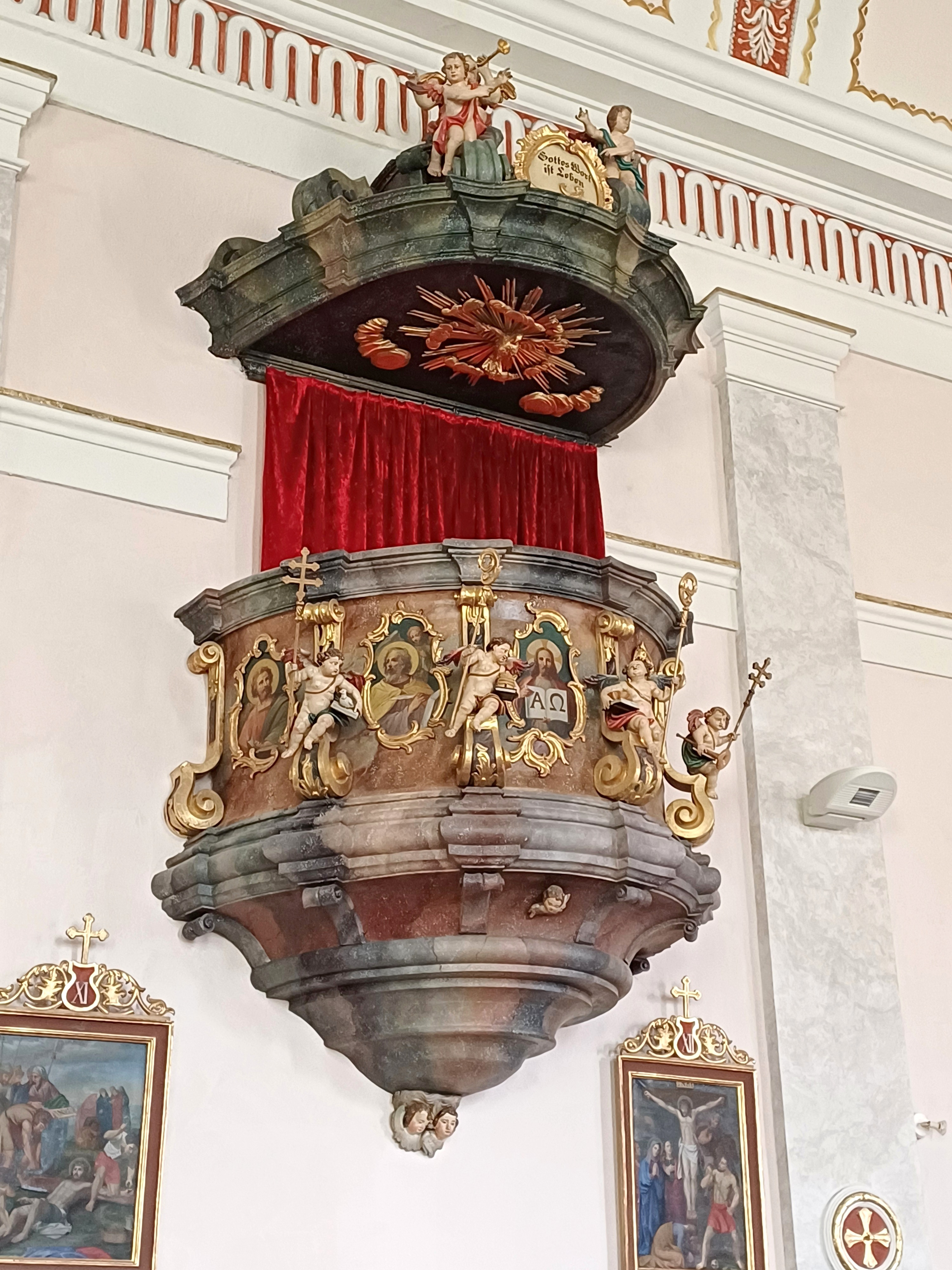
Kanzel
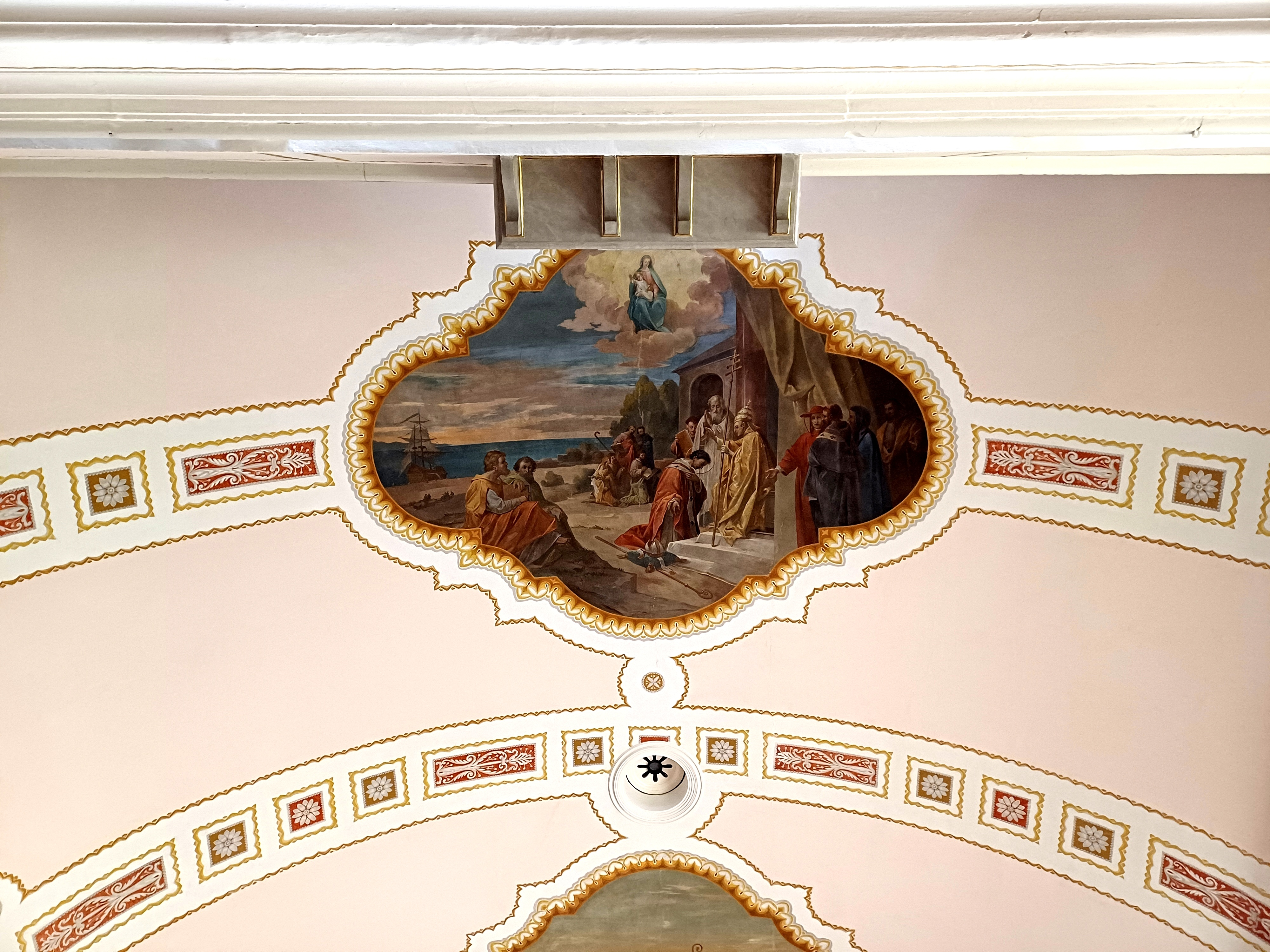
Deckengemälde
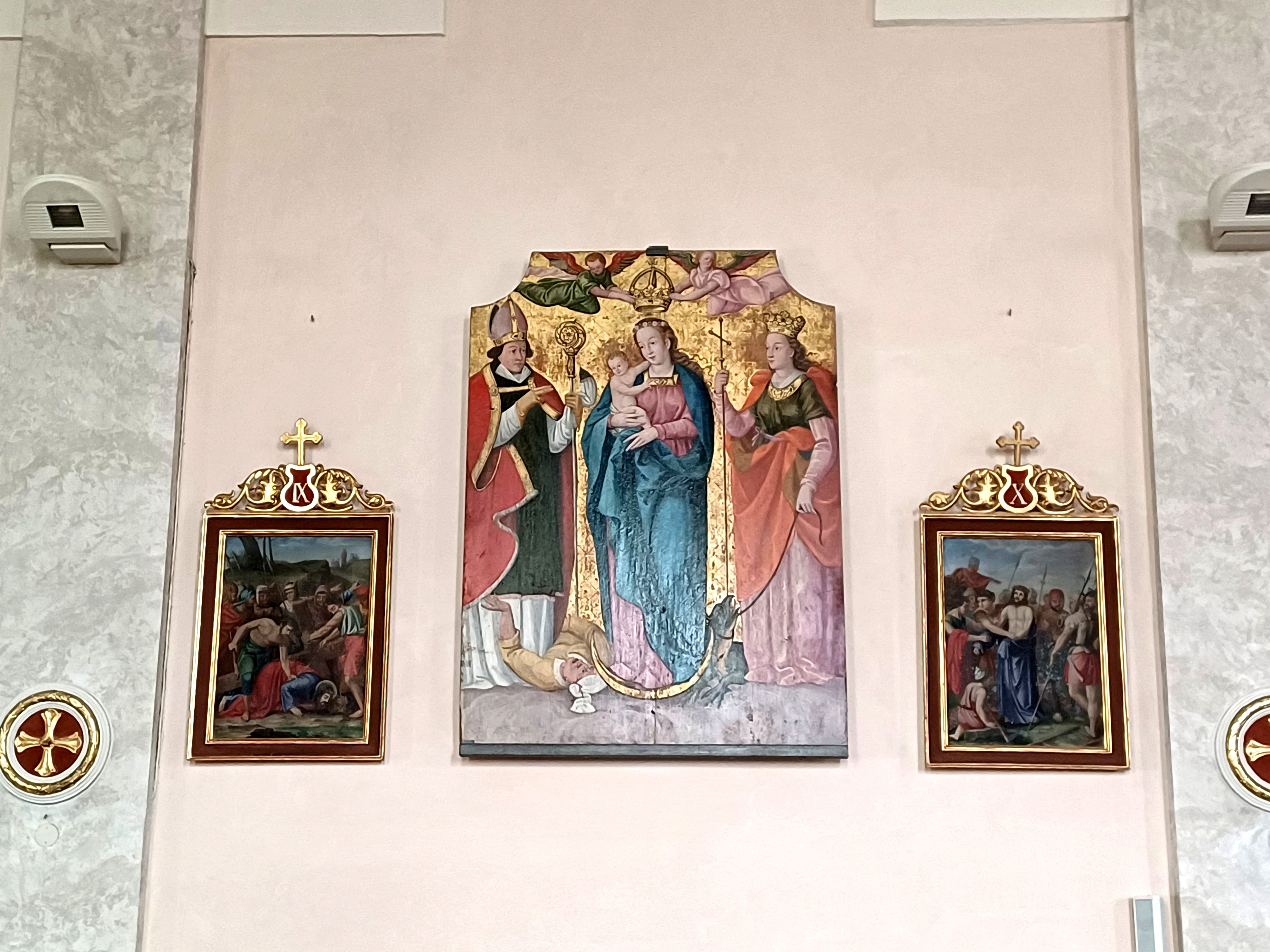
Mondsichelmadonna
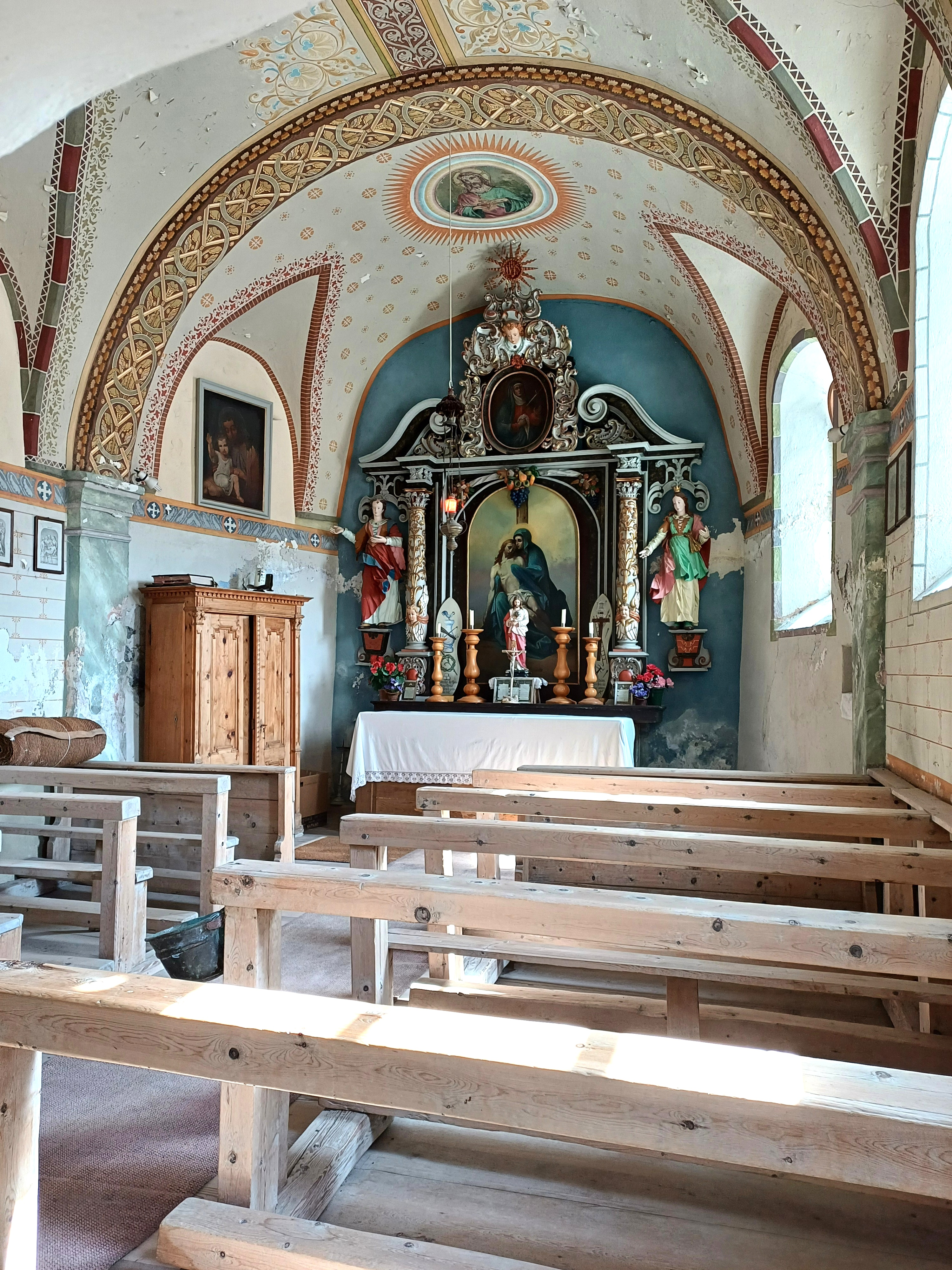
Pietàgemälde, jetzt Dreifaltigkeits-Kapelle

### Orgel

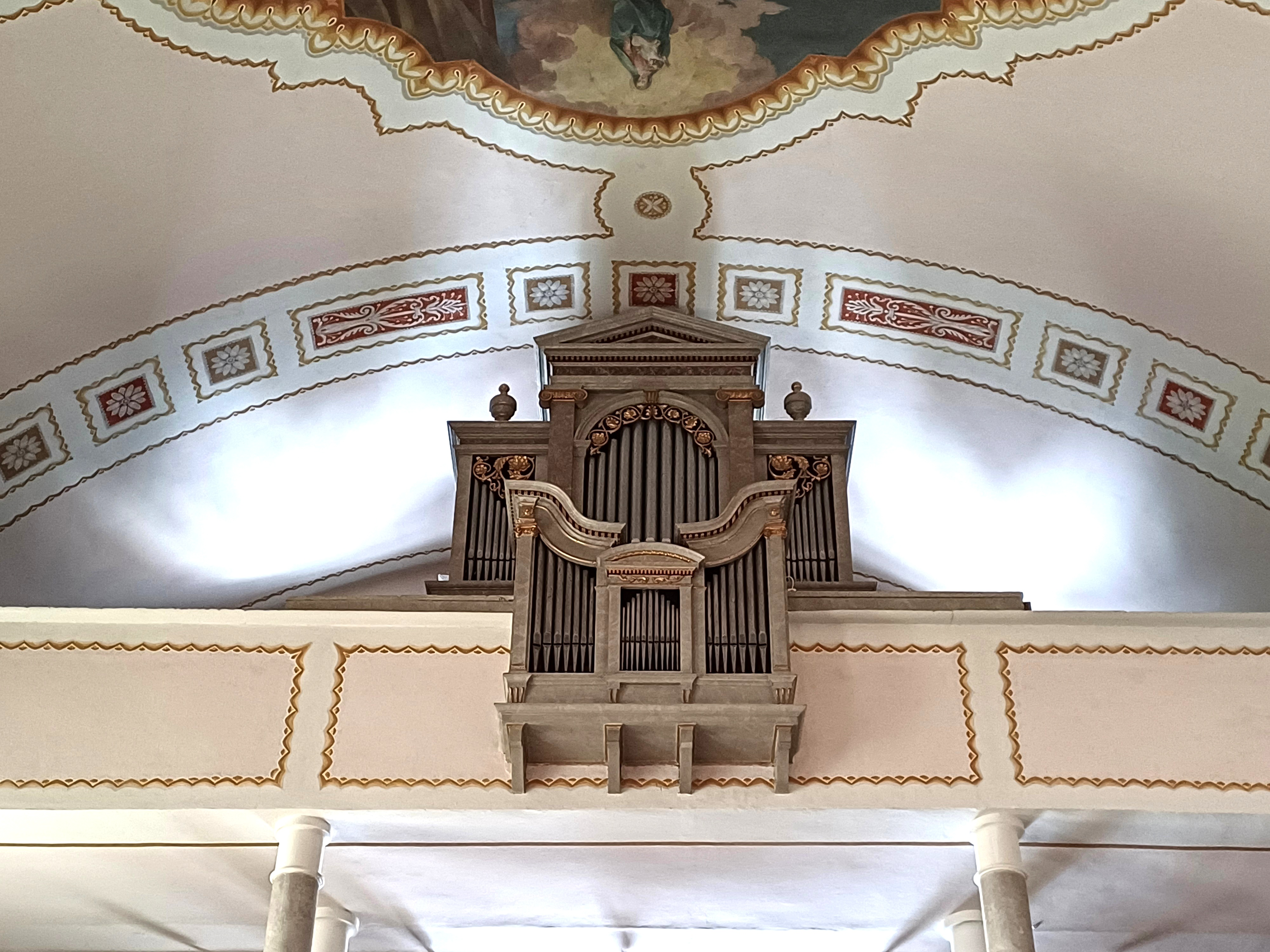
Orgel

Die Orgel von St. Valentin wurde 1846 in der Orgelbaufirma Alois Schönach aus Meran angefertigt. Sie ist eine Schleifladenorgel mit einer zweimanualigen Spielanlage sowie mit mechanischer Register- und Spieltraktur. Als einzige im ganzen Vinschgau besitzt sie einen Spielschrank mit verschließbaren Türen.
Die Disposition weist 22 Register in folgender Verteilung auf:
| I Hauptwerk     |    |
| Principal forte | 8′ |
| Principal piano | 8′ |
| Coppel          | 8′ |
| Salicional      | 8′ |
| Oktav           | 4′ |
| Flöte           | 4′ |
| Quint           | 3′ |
| Super oktav     | 2′ |
| Cornet III      |    |
| Mixtur III–V    |    |
| Cimbel III      |    |
| Trompete        | 8′ |

| II Positiv |    |
| Principal  | 8′ |
| Coppel     | 8′ |
| Flöte      | 4′ |
| Dulcian    | 4′ |
| Oktav      | 2  |
| Mixtur II  |    |

| Pedal         |     |
| Principalbass | 16′ |
| Sub-Bass      | 16′ |
| Octavbass     | 08′ |
| Quintbass     | 06′ |
| Bombarde      | 16′ |